# Sint Gerlach
Sint Gerlach is een buurtschap in de gemeente Valkenburg aan de Geul, gelegen in Nederlands Limburg.
Sint Gerlach ligt vastgebouwd aan het kerkdorp Houthem, waarmee het vaak in een adem wordt genoemd (Houthem-Sint Gerlach). De buurtschap ligt in het dal van het riviertje de Geul. Vlakbij ligt het natuurgebied Ingendael. De naam Sint Gerlach komt van de patroonheilige van de gelijknamige parochie: Gerlachus van Houthem.
In het als dorpsgezicht beschermde Sint Gerlach liggen onder meer het station Houthem-Sint Gerlach, de 12e-eeuwse Sint-Gerlachuskerk en het grotendeels 12e-eeuwse kasteel-kloostercomplex (Monasterium Sancte Marie de Sancto Gerlaco) Sint Gerlach met bijbehorend park. In dit laatste gebouwencomplex bevindt zich het luxe hotel-restaurant Château St. Gerlach, dat eigendom is van de in Sint Gerlach geboren ondernemer Camille Oostwegel. Tegenover dit landgoed staat de Mariakapel.
Een andere bekende ondernemer/bestuurder die in Sint Gerlach is geboren, is voormalig Schiphol-directeur Gerlach Cerfontaine.
De bekendste inwoner van Sint Gerlach is uiteraard de naamgever van de buurtschap, de heilige Gerlachus van Houthem.

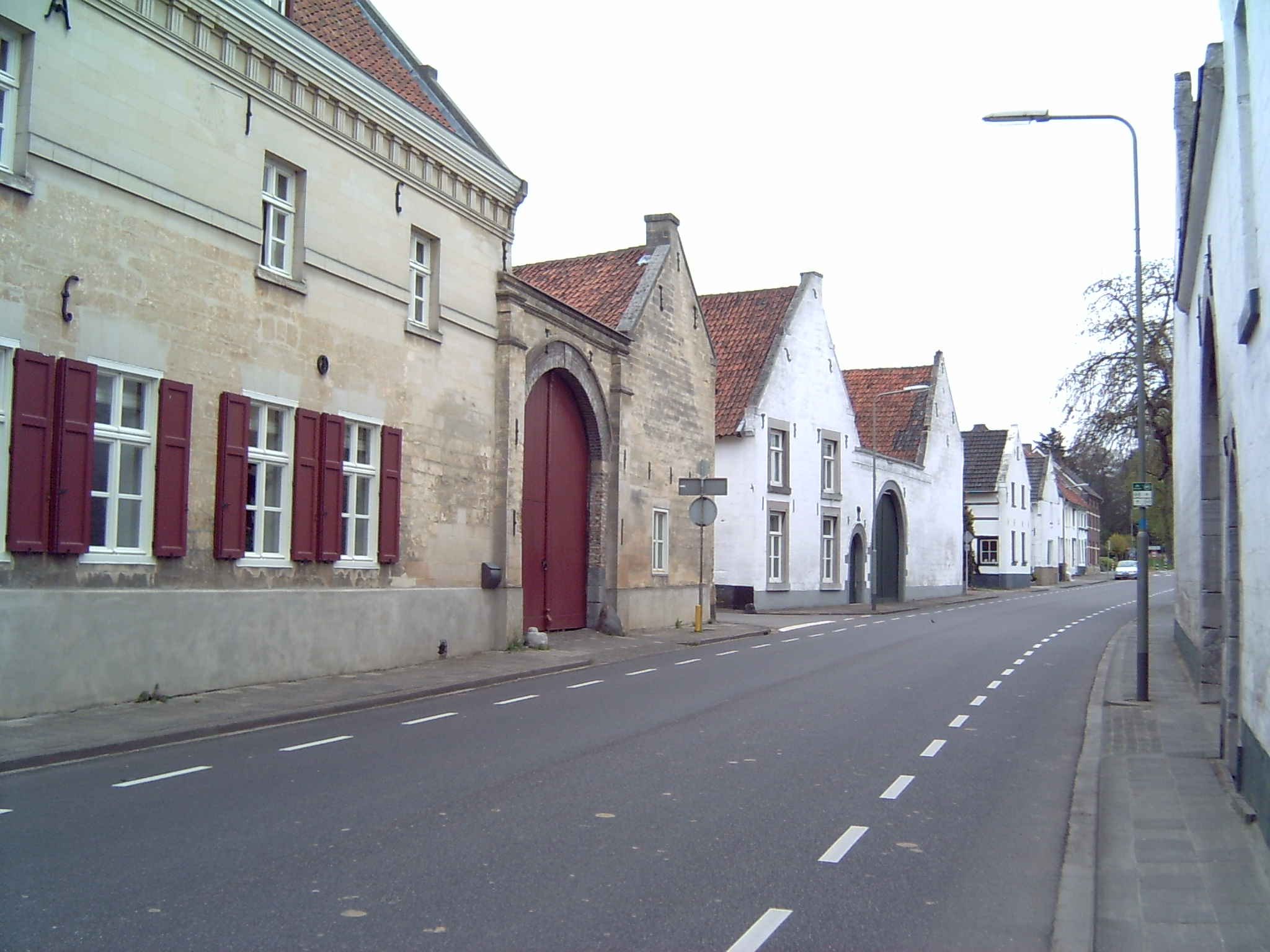
Carréboerderijen te Sint Gerlach (beschermd dorpsgezicht)

Dorpen: Berg · Broekhem · Houthem · Oud-Valkenburg · Schin op Geul · Sibbe · Valkenburg · Vilt

Gehuchten: Emmaberg · Engwegen · Geulhem · Heek · Heerstraat · IJzeren · Keutenberg · Neerhem · Plenkert · Schoonbron · Sint Gerlach · Strabeek · Strucht · Terblijt · Vroenhof · Walem

Limburg: Steden en dorpen      Nederland: Provincies · Gemeenten